# Das Massaker von Katyn
Das Massaker von Katyn (Originaltitel: Katyń) ist ein 2007 uraufgeführter Film des polnischen Regisseurs und Oscar-Preisträgers Andrzej Wajda über das Massaker von Katyn. Der Film basiert auf dem Buch Post mortem. Opowieść katyńska (Post mortem. Erzählung von Katyn) von Andrzej Mularczyk.
Am 17. September 2007 kam Katyń in die polnischen Kinos und wurde auch von ganzen Schulklassen besucht. Er wurde Pflichtprogramm für die Angehörigen der polnischen Streitkräfte. Der Film wurde u. a. für den Oscar des Jahres 2008 (bester fremdsprachiger Film) nominiert.
Die Berlinale-Premiere des Films am 15. Februar 2008 wurde unter anderem von Bundeskanzlerin Angela Merkel besucht. Am 17. September 2009 lief der Film in deutschen Kinos an.

## Handlung
September 1939. Auf einer Brücke treffen polnische Flüchtlinge aus dem Westen, die vor den deutschen Truppen flüchten, auf polnische Flüchtlinge aus dem Osten, die vor der sowjetischen Besetzung flüchten. Polen ist geteilt. 14.000 polnische Offiziere kommen in sowjetische Gefangenschaft. Ihre Angehörigen erhalten nur wenige Informationen durch zensierte Briefe über ihren Verbleib. Unter den Gefangenen ist Andrzej. Sein Vater ist Professor an der Jagiellonen-Universität in Krakau. Seine Frau Anna flüchtet mit Töchterchen Nika über die Brücke in den Osten und findet ihn schließlich unter den Gefangenen in einem Lager. Sie kann Andrzej jedoch nicht zur Flucht überreden, da er seinen Fahneneid nicht brechen will. Anna kann schließlich dank der Hilfe eines Offiziers der Roten Armee nach Krakau zurückkehren.
In Krakau werden währenddessen sämtliche Professoren von den Nationalsozialisten verhaftet und in Konzentrationslager verschleppt. Andrzejs Vater, der sich ebenfalls unter den gefangen genommenen Professoren befindet, stirbt schließlich im KZ Sachsenhausen. Die Offiziere in sowjetischer Gefangenschaft werden in Lager abtransportiert. 1943 wird die Bevölkerung von den deutschen Besatzern über das Verbrechen von Katyń informiert. Listen mit den Namen der toten polnischen Offiziere werden veröffentlicht. Andrzej erscheint nicht auf der Liste und so bleibt Anna und ihrer Schwiegermutter die Hoffnung auf seine Rückkehr. Die Nationalsozialisten nutzen das Verbrechen der Sowjetunion für ihre Propaganda.
Nach dem Krieg übernehmen die Sowjetunion und die polnischen Kommunisten die Macht in Polen. Die Krakauer Bevölkerung muss nun die Propaganda über sich ergehen lassen und hinnehmen, dass behauptet wird, die Deutschen hätten die polnischen Offiziere ermordet. Mit den sowjetischen Truppen kehrt auch Jerzy, ein ehemaliger Offizier aus Andrzejs Regiment, zurück nach Krakau, obwohl er auf der Katyń-Liste stand. Nun ist er Major der Polnischen Volksarmee. Er informiert Anna über den Tod ihres Mannes, denn dieser hatte seinen Pullover getragen, in den der Name Jerzys gestrickt war, weshalb Jerzy irrtümlich auf die Katyń-Liste gekommen war. Einige Zeit später erhält Anna die Tagebuchaufzeichnungen ihres Mannes. Sie beweisen, dass die Offiziere von sowjetischer Seite ermordet wurden. Erst jetzt zeigt Wajdas Film die Ermordung der polnischen Offiziere in 20 Minuten. Einzeln werden die Gefangenen mit Schüssen in den Hinterkopf erschossen. Der General wird in einem Kellerraum gedemütigt und exekutiert. Die Toten werden in Massengräbern verscharrt. Der Film endet mit dem Zuschütten der Gräber durch eine Planierraupe.

## Musik
Der Soundtrack stammt von Krzysztof Penderecki, der wie Wajda nahe Angehörige in Katyn verloren hat. Die Musik besteht aus Elementen seiner 2. und 3. Symphonie für Orchester (1980 und 1995) sowie seinem Polnischen Requiem (1984), wurde aber passagenweise auch von ihm neukomponiert.

## Kritiken
„Bisweilen gerät ‚Katyn‘ zwar arg pathetisch, etwa wenn er vom Leid der Frauen und der Familien der gefangenen Offiziere erzählt, bevor diese den Tod finden. Doch die letzten zwanzig Minuten von Wajdas ‚Katyn‘ gehören zu dem Eindrucksvollsten, das je im Kino vor dem Hintergrund des Zweiten Weltkriegs gezeigt wurde.“

„Eine Filmhandlung gibt es nicht, jedenfalls erschließt sie sich hier nicht. Das ist eine mutige Entscheidung, weil sie sich dem TV-Format verweigert. Auch gibt es niemanden, mit dem eine Identifikation möglich wäre, die durchgeht. Andererseits ist eben dadurch tiefe Ergriffenheit möglich – wenn man sich ergreifen lässt.“

## Ausstrahlung im russischen Fernsehen

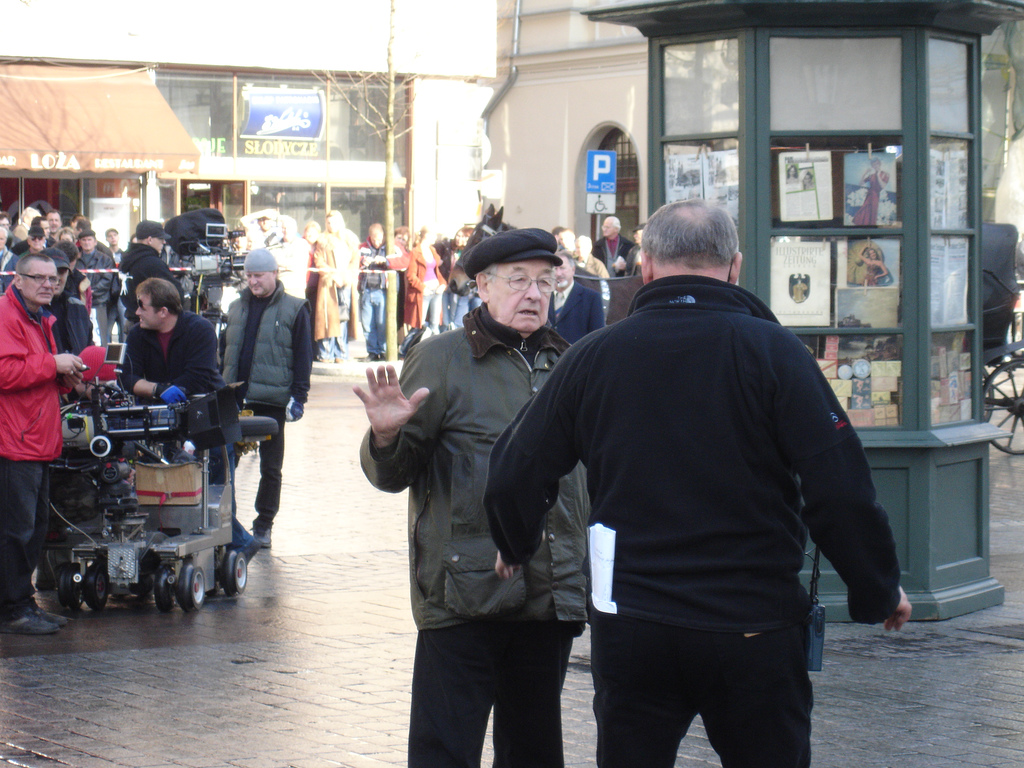
Wajda 2006 bei den Aufnahmen

Im April 2008 wurde der Film auf dem Moskauer Filmfestival gezeigt, die Vorführung sahen 1600 Zuschauer, unter ihnen auch ranghohe Vertreter des Präsidialamtes. Allerdings bemühte sich das Polnische Kulturinstitut in Moskau vergeblich, den Film in die Kinos zu bringen.
Im Vorfeld des Treffens zwischen dem russischen Ministerpräsidenten Wladimir Putin und seinem polnischen Amtskollegen Donald Tusk zum 70. Jahrestag des Massakers von Katyn strahlte der russische Fernsehkanal Kultura am 2. April 2010 im Spätprogramm erstmals Wajdas Film aus.
Der polnische Präsident Lech Kaczyński, der als scharfer Kritiker Russlands galt, reiste drei Tage nach dem Treffen von Putin und Tusk am 10. April 2010 zu einer rein polnischen Gedenkfeier nach Katyn. Auf dem Weg zu dieser vom Rat zur Bewahrung des Gedenkens an Kampf und Martyrium organisierten Veranstaltung verunglückte die Präsidentenmaschine. Alle 96 Insassen – darunter Kaczyński, dessen Ehefrau Maria und zahlreiche ranghohe Repräsentanten des Landes – fanden dabei den Tod.
Aus Anlass des Unfalls berichteten die russischen Medien auch über das Massaker von Katyn. Die russische Staatsführung sorgte dafür, dass Andrzej Wajdas Film am Abend nach dem Unfall erstmals im landesweit zu empfangenen Staatsfernsehen gezeigt wurde. Dadurch erfuhren viele Russen zum ersten Mal vom Massaker von Katyn. Nach Angaben der Sender haben den Film 14 Millionen Russen im Fernsehen gesehen.
Wajda erhielt im Dezember 2010 für seinen Beitrag zur polnisch-russischen Verständigung aus der Hand von Staatspräsident Dmitri Medwedew den Freundschaftsorden der Russischen Föderation.

## Auszeichnungen
- 2008 – Nominierung für den Oscar in der Kategorie Bester fremdsprachiger Film
- 2008 – 7 Siege (bei 14 Nominierungen) bei der Verleihung des Polnischen Filmpreises Orzeł